# Listopadni in mešani gozdovi zmernega pasu
Listopadni in mešani gozdovi zmernega pasu je kopenski habitatni tip zmernega podnebja, ki ga je opredelil Svetovni sklad za naravo, z ekoregijami širokolistnega drevja ter z ekoregijami mešanega gozda iglavcev in širokolistnega drevja.
Ti gozdovi so najbogatejši in najbolj izraziti v osrednji Kitajski in vzhodni Severni Ameriki, z nekaterimi drugimi globalno značilnimi ekoregijami na Kavkazu, Himalaji, južni Evropi, Avstralaziji, jugozahodni Južni Ameriki in Ruskem Daljnem vzhodu.

## Ekologija
Značilna struktura teh gozdov vključuje štiri plasti.
- Najvišja plast je krošnja, sestavljena iz visokih odraslih dreves, visokih od 30 do 61 m. Pod krošnjami je troslojna, na senco odporna podrast, ki je približno 9 do 15 m krajša od krošnje.
- Zgornja plast podstrešja je podkrošnja, ki jo sestavljajo manjša zrela drevesa, mladike in potlačena mladoletna drevesa krošnje, ki čakajo na odprtje v krošnji.
- Pod podkrošnjo je grmovni sloj, ki ga sestavljajo nizko rastoče lesnate rastline.
- Običajno je najnižja rastoča (in najbolj raznolika) plast talni pokrov ali zelnata plast.

## Drevesa
Na severni polobli značilna prevladujoča širokolistna drevesa v tem biomu vključujejo hraste (Quercus spp.), bukve (Fagus spp.), javorje (Acer spp.) ali breze (Betula spp.). Izraz »mešani gozd« izhaja iz vključitve iglavcev kot sestavnega dela krošnje nekaterih od teh gozdov. Tipična drevesa iglavcev so borovci (Pinus spp.), jelke (Abies spp.) in smreke (Picea spp.). Na nekaterih območjih tega bioma so lahko iglavci pomembnejša vrsta krošenj kot širokolistna vrsta. Na južni polobli ta biom zasedajo endemični rodovi, kot sta Nothofagus in Eucalyptus, večina iglavcev (članov Araucariaceae in Podocarpaceae) pa se pojavlja v mešanicah s širokolistnimi vrstami in jih uvrščamo med širokolistne in mešane gozdove.

## Podnebje
Zmerni širokolistni in mešani gozdovi se pojavljajo na območjih z izrazitimi toplimi in hladnimi sezonami, ki jim dajejo zmerne letne povprečne temperature: 3 do 23 °C. Ti gozdovi se pojavljajo v razmeroma toplem in deževnem podnebju, včasih tudi z izrazitim sušnim obdobjem. Sušno obdobje se pojavi pozimi v vzhodni Aziji in poleti na vlažnem obrobju sredozemskih podnebnih pasov. Druga območja, kot je osrednji vzhod Severne Amerike, imajo dokaj enakomerno porazdelitev padavin; letna količina padavin je običajno nad 600 mm in pogosto nad 1500 mm, čeprav lahko pade celo do 300 mm v nekaterih delih Bližnjega vzhoda in blizu 6000 mm v gorah Nove Zelandije in Azorov. Temperature so običajno zmerne, razen v delih Azije, kot je Ussuriland, kjer se lahko pojavijo zmerni gozdovi kljub zelo težkim razmeram z zelo mrzlimi zimami.
Podnebje je običajno vlažno večji del leta, običajno se pojavi v vlažnem subtropskem podnebju, ne da bi bilo poletje izjemno vroče in zima zelo mila, ter v conah vlažnega celinskega podnebja južno od tundre in na splošno subarktične tajge. V Köppnovi podnebni klasifikaciji jih predstavljajo Cfa, Dfa/Dfb južno območje in Cfb ter redkeje Csb, BSk in Csa.

## Evropa
V Evropi je podnebje večinoma oceansko, padavine so enakomerno razporejene skozi vse leto, temperatura pa je podvržena le manjšim sezonskim nihanjem. Zato so velike gozdne površine prevladovale v Evropi do začetka Rimskega cesarstva. V teh sta bila najbolj zastopana bukev in hrast. V srednjem veku in zgodnjem novem veku je v Evropi prišlo do velikega krčenja gozdov. Šele v začetku 20. stoletja so začeli pogozdovati predvsem s hitro rastočimi iglavci.

## Severna Amerika
Na skrajnem severu Aljaske rastejo do nadmorske višine 600-1000 m. Na jugu, kot je Sierra Nevada, do nadmorske višine 2800-3000 m. Tam so najpogostejša rjava prst, pararjava prst s kislim humusom in podzolata tla. Za podnebje v Severni Ameriki so značilne mile zime in hladna poletja s povprečno letno temperaturo 12 °C in povprečno letno količino padavin 600 mm. Največ letnih padavin pade pozimi, najmanj pa poleti. Nekaj največjih primerkov dreves na svetu, npr. velikanske sekvoje, z višino več kot 100 metrov, je mogoče najti ob obali Tihega oceana. Posamezni primerki so s starostjo 3500 let med najstarejšimi živimi bitji na svetu. Gozdovi so nekoč segali od Atlantika in Apalaškega gorovja do Misisipija. Ti gozdovi so bili nedavno v velikem obsegu izkrčeni, da bi naredili prostor za obdelovalne površine.

## Azija
V vzhodni Aziji, kjer se pojavljajo suhe, hladne zime in topla, mokra poletja, se razprostira listopadni gozd. Ta je prekrit z gosto podrastjo orhidej, azalej in lilij. Te velike gozdove so zgodnje kitajske civilizacije pogosto spremenile v kmetijska zemljišča.

## Galerija
- Mešani gozd pozimi v naravnem rezervatu Kolno Międzychodzkie na Poljskem
- Los v narodnem parku Biebrza na Poljskem
- Pogled iz zraka na mešani gozd v Quebecu v Kanadi
- Volčji trop v divjini Eagle Cap v okrožju Wallowa v Oregonu v Združenih državah Amerike
- Petelin v gozdovih južnega Urala